# Plymouth (Nebraska)
Plymouth é uma vila localizada no estado americano de Nebraska, no Condado de Jefferson.

## Demografia
Segundo o censo americano de 2000, a sua população era de 477 habitantes.
Em 2006, foi estimada uma população de 438, um decréscimo de 39 (-8.2%).

## Geografia
De acordo com o United States Census Bureau, a localidade tem uma área de 0,7 km², sem área coberta por água. Plymouth localiza-se a aproximadamente 436 m acima do nível do mar.

## Localidades na vizinhança
O diagrama seguinte representa as localidades num raio de 20 km ao redor de Plymouth.